# Blitzkrieg Bop
"Blitzkrieg Bop" is een nummer van de Amerikaanse band Ramones. Het nummer werd uitgebracht op hun naar de band vernoemde debuutalbum uit 1976. In februari van dat jaar werd het nummer uitgebracht als de debuutsingle van de band.

## Achtergrond
"Blitzkrieg Bop" is geschreven door drummer Tommy Ramone (muziek en tekst) en bassist Dee Dee Ramone (tekst), maar is toegeschreven aan de gehele band. Tommy schreef het grootste deel van het nummer, terwijl Dee Dee de titel bedacht en een tekstregel veranderde. Het nummer is vernoemd naar de blitzkrieg, een Duitse tactiek uit de Tweede Wereldoorlog dat "bliksemoorlog" betekent. Het nummer is vooral bekend vanwege de openingskreet "Hey! Ho! Let's go!", dat veel gebruikt wordt als strijdkreet tijdens sportwedstrijden. De precieze betekenis van het nummer is, in tegenstelling tot het grootste deel van het vroege werk van de band, vaag te noemen. Tommy vertelde hierover: "Ik bedacht de kreet toen ik vanaf de supermarkt naar huis liep met een tas vol boodschappen. Het was gebaseerd op de regel 'High Hose nipped her toes' uit het nummer "Walking the Dog" van Rufus Thomas."
"Blitzkrieg Bop" was de debuutsingle van de band, maar kende oorspronkelijk geen grote successen en behaalde geen hitlijsten. In de daaropvolgende jaren werd het nummer echter steeds populairder en in 2004 zette het tijdschrift Rolling Stone het op de 92e plaats in hun lijst The 500 Greatest Songs of All Time. Het nummer heeft een tempo van ongeveer 177 bpm. Tijdens liveoptredens begon de band het nummer steeds sneller te spelen; tijdens hun laatste concert lag het tempo ruim boven de 200 bpm.
"Blitzkrieg Bop" is veel gebruikt in diverse media-uitingen. Zo kwam het voor in de films National Lampoon's Vacation, Jimmy Neutron: Boy Genius, Accepted, Spider-Man: Homecoming, The Pirates! Band of Misfits en Pan, de televisieseries Space: Above and Beyond, The Bronx is Burning en That '70s Show, de computerspellen MLB 08: The Show, Rock Band, Rocksmith 2014, NHL Slapshot, NHL 11, NBA 2K16 en Tony Hawk's Pro Skater 3 en televisiereclames voor The Amazing Race, Coppertone, Anthony Bourdain: Parts Unknown, AT&T, ao.com, BIGBON, Cartoon Network en Taco Bell. Ook wordt het gebruikt tijdens thuiswedstrijden van de sportteams Newcastle United FC en Vancouver Canucks. The Clash gebruikte de regel "We're going through a tight wind" als openingsregel van hun cover van het nummer "Police and Thieves" van het album The Clash. De Britse punkband Blitzkrieg Bop is vernoemd naar het nummer.

## NPO Radio 2 Top 2000
| Nummer met noteringen in de NPO Radio 2 Top 2000 | '16  | '17  | '18  | '19  | '20  | '21  | '22  | '23  | '24  |
| ------------------------------------------------ | ---- | ---- | ---- | ---- | ---- | ---- | ---- | ---- | ---- |
| Blitzkreig Bop                                   | 1057 | 1110 | 1333 | 1485 | 1695 | 1631 | 1889 | 1860 | 1854 |

1. ↑  Een vetgedrukt getal geeft de hoogste notering aan.
2. ↑  2016 was het eerste jaar met een notering voor dit nummer.